# Туман яром, туман долиною
«Туман яром, туман долиною» — українська народна пісня.
Розповсюджена по всій території України, та за її сучасними межами. Пісня була вперше записана у післявоєнні роки (після німецько-радянської війни) фольклористом Григорієм Верьовкою.

## Записи
- Національний заслужений академічний народний хор України імені Григорія Верьовки — найвідоміше виконання
- Етнографічний хор «Гомін» (Київ)
- У обробці Анатолія Пащенка пісню виконував ВІА «Краяни» (запис 1986)[2]
- Гурт «Піккардійська терція»: Альбом «Піккардійська терція»[3]
- Чеський панк-фолк гурт Ahmed ma hlad (білоруською мовою), альбом «Salám a Lajka» (2002)
- Російський фолк-метал гурт Аркона, альбом «Во славу великим!» (2005)
- Білоруський гурт Джамбібум (білоруською мовою), альбом «Джамбібум» (2006)

## Варіанти пісні
На цю саму мелодію відома також білоруська народна пісня «Туман ярам, ярам — даліною». Крім того, існує декілька різних пісень, які починаються з рядка «Туман яром». Одна із них відома із записів Максимовича 1827 року
Туман яром, туман яром,
Туман і горою;
Сніжок випав білесенький
Да й взявся водою.
Не по правді, козаченьку,
Живеш ти зі мною…
Ця пісня (в різних варіантах) відома також в багатьох інших фолклорних записах

## Публікації
- Збірник пісень Студентського Братства Львівської політехніки. Львів, 2000.
- Пісенний вінок: Українські народні пісні / Упорядник Андрій Михалко. — Київ: Криниця, 2007. — 400 с.[5]
- Пісні маминого серця / Упорядник Р. П. Радишевський. — Київ: Видавничий центр «Просвіта», 2006. — 351 с.[6]
- Пісенний вінок: Українські народні пісні з нотами / Упорядник А. Я. Михалко. — 3-тє видання, доповнене. — К. : Криниця, 2009. — 688 с.: іл., ноти. — ISMN 979-09007027-2-2. Сторінка 570 (ноти і текст).